# Erigeron flabellifolius
Erigeron flabellifolius là một loài thực vật có hoa trong họ Cúc. Loài này được Rydb. mô tả khoa học đầu tiên năm 1899.